# Barbara Marchisio
Barbara Marchisio (Torí, 6 de desembre de 1834 – 19 d'abril de 1919) fou una tiple italiana. Era germana del compositor Antonino Marchisio (1817-1875) i de la també cantant Carlotta.
Ambdues debutaren el 1851 a Venècia i juntes continuaren la seva carrera, Barbara com a tiple i Carlotta com a contralt, aconseguint brillants èxits en els principals teatres d'Europa.
Al morir Carlotta el 1872, poc temps després Barbara va contraure matrimoni, retirant-se de l'escena.